# Soyouz MS-25
Soyouz MS-25 (en russe : Союз МС-25) est une mission spatiale habitée russe lancée le 23 mars 2024 à 12 h 36 UTC depuis le cosmodrome de Baïkonour grâce à un lanceur du même nom.

## Équipage
Ce vol envoie la première personne de nationalité biélorusse dans l'espace. Six candidates sont sélectionnées dont les noms sont révélés le 24 décembre 2022 : Olga Mastitskaïa, Victoria Fidrous, Anastasia Lenkova, Olga Guerassimova, Daria Mikhniouk et Marina Vassilievskaïa. En avril 2023, les finalistes sont désignées : Anastasia Lenkova et Marina Vassilievskaïa qui est finalement désignée. Elle doit passer une dizaine de jours dans le complexe orbital et doit revenir sur Terre à bord du Soyouz MS-24. Oleg Kononenko et Nikolaï Tchoub voient ainsi leur mission prolongée de 6 mois, et doivent rentrer à bord du Soyouz MS-25.
L'équipage prévu pour cette mission est celui originellement affecté à la mission Soyouz MS-24. En effet, le Soyouz MS-22 est endommagé par un impact de micrométéorite, ce qui entraîne l'utilisation du Soyouz MS-23 lancé sans équipage comme capsule de retour sur Terre pour Sergueï Prokopiev, Dimitri Peteline et Francisco Rubio. Il en découle un décalage de tous les équipages suivants de six mois et d'un vaisseau. 

### Au décollage

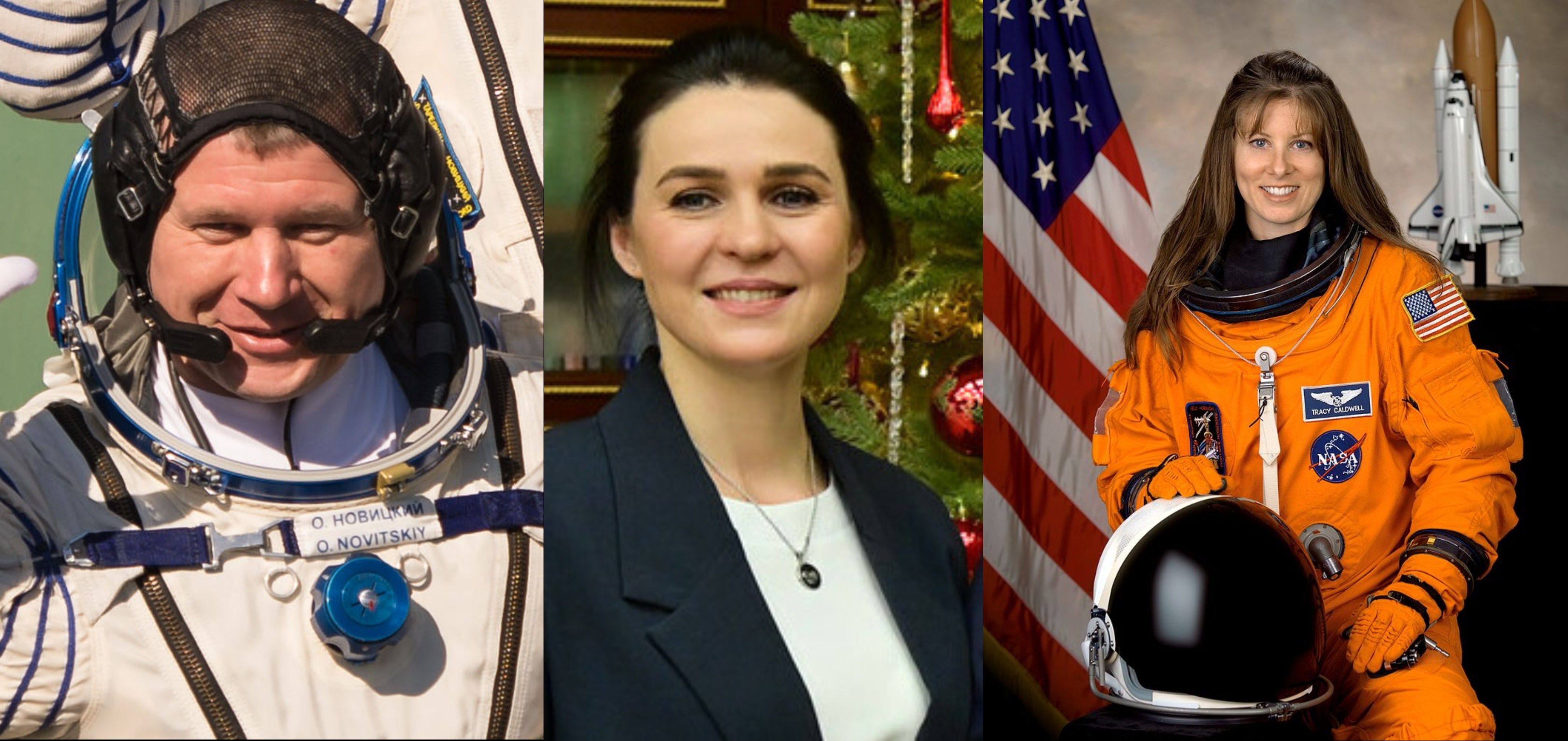
De gauche à droite : Oleg Novitski, Marina Vassilievskaïa et Tracy Caldwell

#### Principal
- Commandant : Oleg Novitski (4),  Russie, Roscosmos.
- Participant au vol spatial : Marina Vassilievskaïa[2],[3] (1),  Biélorussie.
- Ingénieur de vol : Tracy Caldwell[4] (3),  États-Unis, NASA.

Le chiffre entre parenthèses indique le nombre de vols spatiaux effectués par l'astronaute, Soyouz MS-25 inclus.

#### Réserve
Les réservistes remplacent le ou les membres d'équipage si ce ou ces derniers ne peuvent assurer leur poste.
- Commandant : Ivan Vagner,  Russie, Roscosmos ;
- Participant au vol spatial : Anastasia Lenkova,  Biélorussie ;
- Ingénieur de vol :  Donald Pettit,  États-Unis, NASA.

### À l'atterrissage
- Commandant : Oleg Kononenko (5),  Russie, Roscosmos ;
- Ingénieur de vol 1 : Nikolaï Tchoub (1),  Russie, Roscosmos ;
- Ingénieur de vol 2 : Tracy Caldwell (3),  États-Unis, NASA.

## Déroulement
Une première tentative de lancement se déroule le 21 mars 2024 mais est interrompue 21 secondes avant le décollage en raison d'un problème de batterie. Le lancement a lieu avec succès le 23 mars à 12 h 36 UTC. Le vaisseau s'amarre à l'ISS le 25 mars à 15 h 3 UTC.
Tracy Caldwell est intégrée à l'équipage de la station où elle participe aux Expéditions 70 et 71. En revanche, Oleg Novitski et Marina Vassilievskaïa sont des visiteurs et sont de retour sur Terre le 6 avril suivant à bord de Soyouz MS-24.